# Arvo Pärt
Arvo Pärt (Paide, Comtat de Järva, 11 de setembre de 1935) és un compositor estonià. És el compositor contemporani viu més interpretat del món, tant per la seva qualitat musical i emocional com per la seva capacitat d'atreure el gran públic.
Des de finals dels anys setanta, Pärt va desenvolupar el que va anomenar tintinnabuli: un mètode de composició minimalista propi que pren el nom llatí d'unes petites campanes i que sorgeix per les experiències místiques de Pärt a través del cant. La música de Pärt està en part inspirada en el cant gregorià. Les seves obres més interpretades inclouen Fratres (1977), Spiegel im Spiegel (1978) i Für Alina (1976). Del 2011 al 2018, i de nou el 2022, Pärt va ser el compositor viu més interpretat del món, i el segon més interpretat el 2019, després de John Williams. L'⁣Arvo Pärt Center, a Laulasmaa, es va obrir al públic l'any 2018.

## Biografia

### Infància i estudis

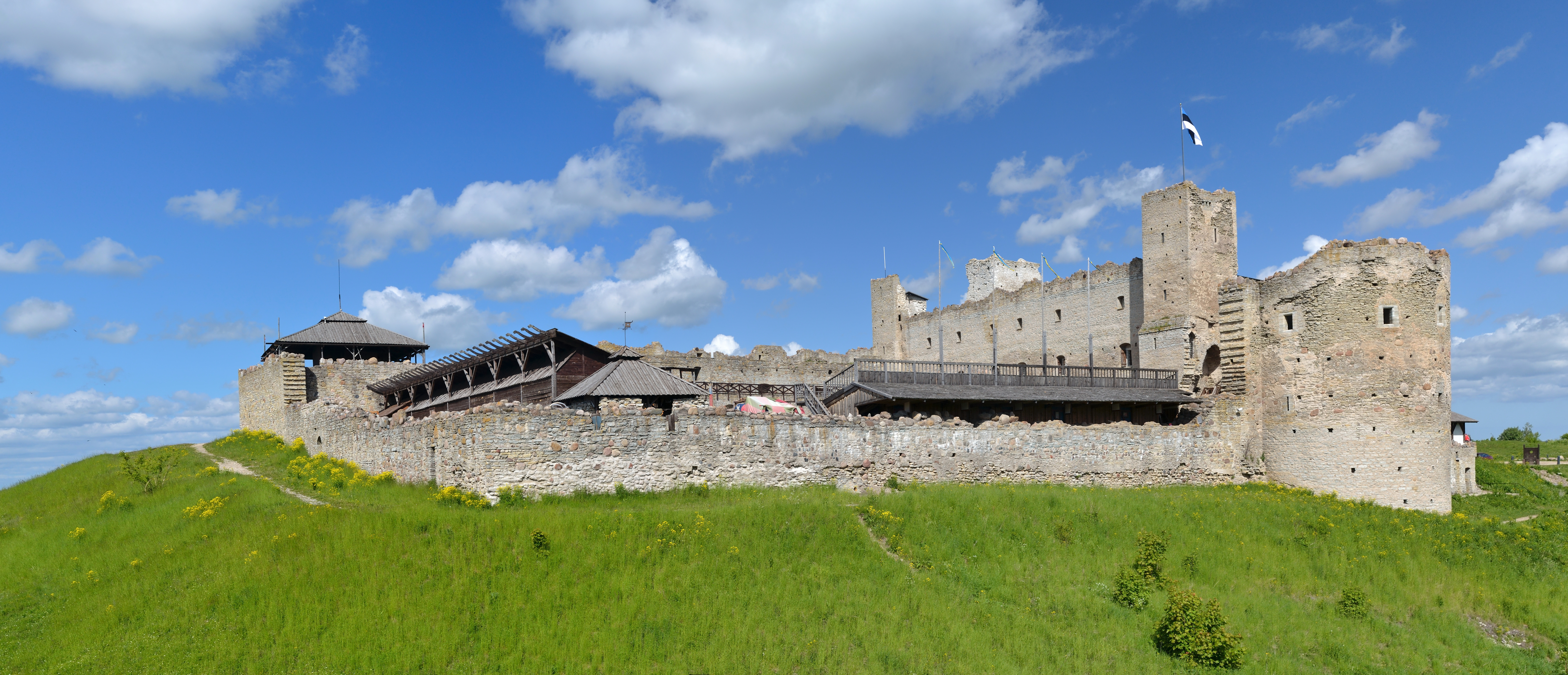
Castell de Rakvere, localitat on Arvo Pärt va passar la infància

Arvo Pärt va néixer l'11 de setembre de 1935 a Paide, un poble situat al centre d'Estònia, a 80 quilòmetres al sud de Tallinn, capital d'aquest país. Hi va passar només els seus primers anys, com l'únic fill de Linda Anette i August Pärt. El 1938, els seus pares es van separar i es va mudar amb la seva mare a Rakvere, un poble petit del nord d'Estònia, on Arvo va passar els anys escolars. Igual que Paide, Rakvere és de petites dimensions i està allunyada dels centres culturals del país. La infància de Pärt sempre va estar acompanyada de canvis. Diversos factors afavorien que aquests canvis l'afectessin indirectament, com canvis polítics, guerres i països poderosos a la recerca d'expansió. Encara que ni ell ni cap membre de la seva família van ser víctimes directes de la guerra, la major part de la seva vida (abans d'emigrar a Alemanya) la van viure sota el domini soviètic. Encara que en el moment del seu naixement Estònia era un estat independent, l'URSS va ocupar el país el 1940 com a resultat del pacte Mólotov-Ribbentrop (entre la Unió Soviètica i el Tercer Reich) i el país va romandre sota el control de la Unió Soviètica (excepte un període de tres anys sota ocupació alemanya) durant 51 anys.

#### Escola de música de Rakvere

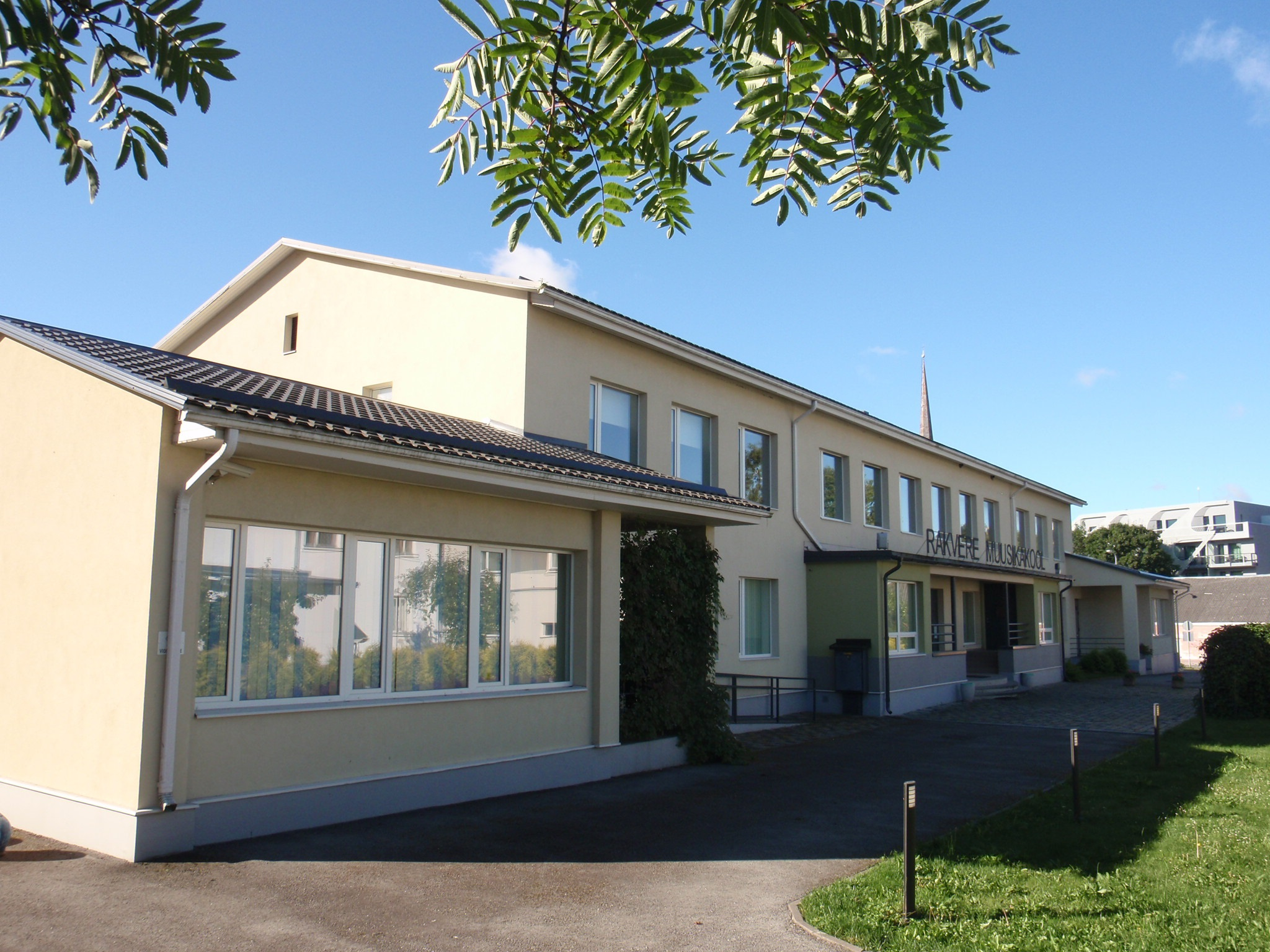
La Rakvere muusikakool, la primera escola de música on va estudiar

El 1945, just acabada la Segona Guerra Mundial, es va fundar la Rakvere muusikakool, una de quatre escoles que van sorgir fora de Tallinn, i on Pärt va començar la seva formació musical als 9 anys, amb classes de piano i teoria musical. L'escola seguia el model de les escoles de música soviètiques. Durant els anys posteriors a la guerra, els professors que van treballar en escoles de música i en general, mantenien la filosofia social i cultural de l'Estònia de la preguerra. Això va tenir un efecte definitiu en la concepció i formació de la visió del món del jove Pärt.
La seva professora de piano fou Ille Martin. D'ella va dir: «oh, és un àngel, ella en vida ho suportava tot, cada vegada que anava a casa sempre em servia xocolata calenta. Em va regalar una clau mestra: em va anotar en un dels meus quaderns que el gran misteri de la música rau a saber entrar a cada un dels sons que la componen. Va ser una benedicció per a tota la vida. No vaig saber com agrair-li prou perquè era molt petit i no vaig entendre en aquest moment que es tractava d'una porta d'entrada a l'ofici veritable de compositor.» Amb el temps, va esdevenir pianista acompanyant de l'orquestra de dansa de l'escola, i de cantants que actuaven en festivals. En la seva adolescència, la música ja era part intrínseca de la seva personalitat.

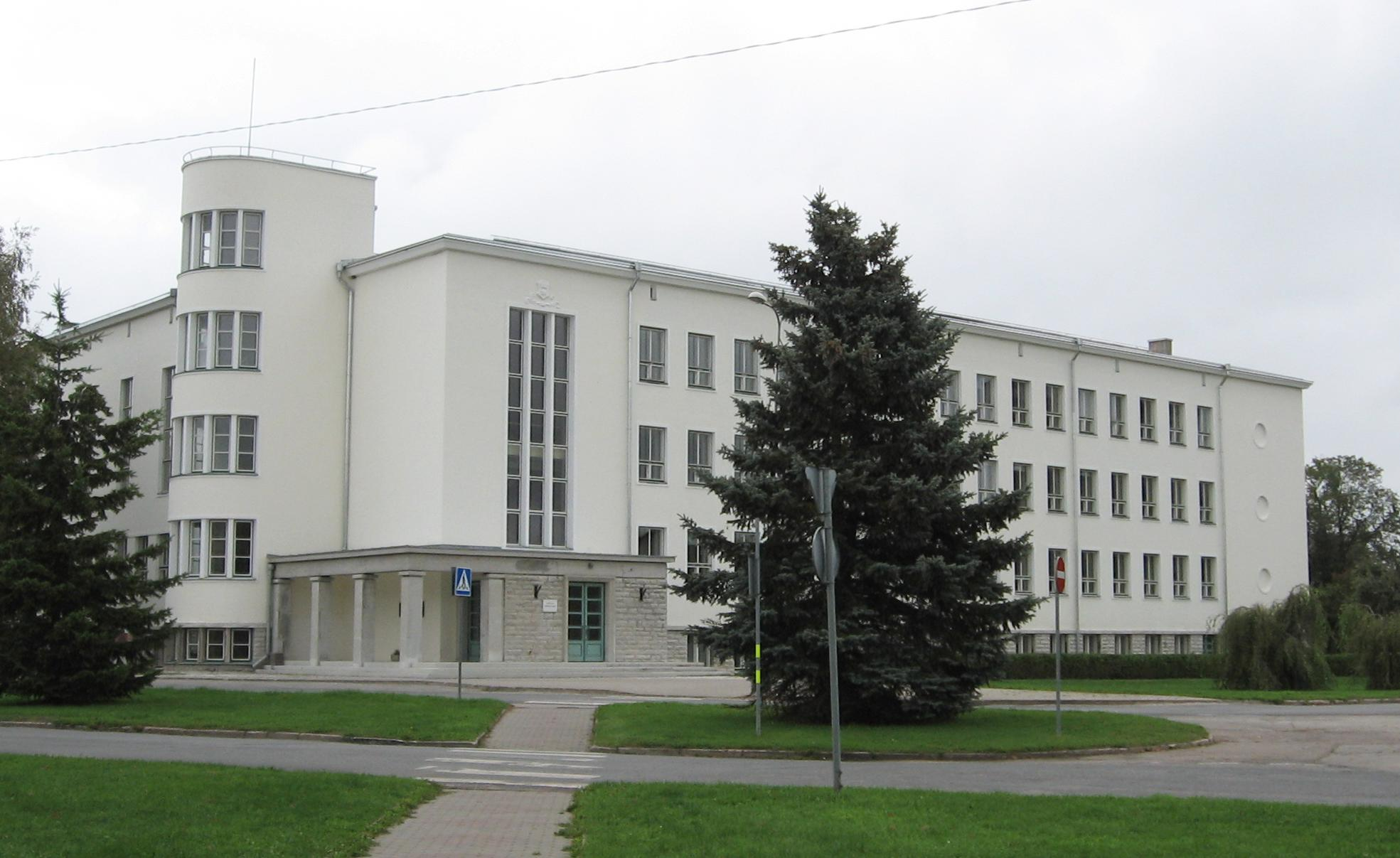
Escola de secundària de Rakvere, on es va graduar el 1954

Als catorze o quinze anys va escriure les seves primeres composicions, que malauradament no s'han conservat.

#### Escola de música de Tallinn
En graduar-se de l'Escola de secundària de Rakvere el 1954, va continuar estudiant a l'Escola de Música de Tallinn.

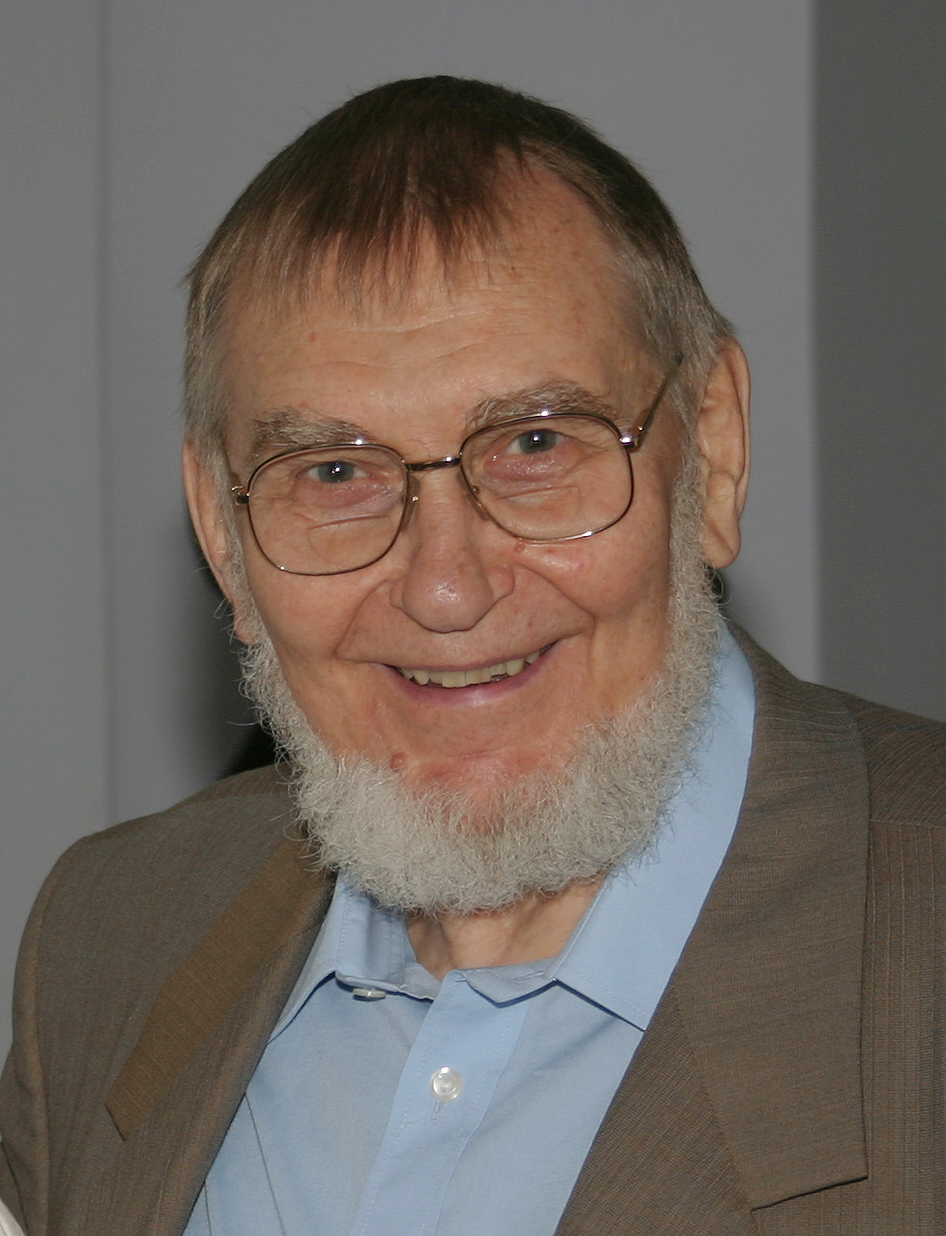
Veljo Tormis, professor a l'Escola de Música de Tallinn i després amic de Pärt

Un dels seus professors va ser Harri Otsa, compositor i pedagog, qui va integrar de manera substancial la música folklòrica del seu país en les seves composicions. En aquesta escola s'impartia l'especialitat de composició i teoria musical, i matèries com piano, literatura musical, anàlisi i música popular. L'estada de Pärt en aquesta nova escola es va veure sobtadament interrompuda quan va ser reclutat per realitzar el servei militar a l'exèrcit soviètic (1954-1956). A causa de la seva formació musical, el van seleccionar per tocar l'oboè a l'orquestra del regiment, instrument que el mateix Pärt reconeix que no dominava del tot, tot i que l'havia tocat en l'orquestra de l'escola. També va tocar el tambor militar el qual va arribar a dominar realment, i amb el qual va guanyar el premi com a millor percussionista en un concurs de bandes militars, on participaven bandes que provenien de tots els estats bàltics. Els músics dins de l'exèrcit gaudien de certs privilegis, Pärt acudia a vegades, quan li era permès, a concerts a Tallinn i a un seminari per a compositors novells en la Unió de Compositors, impartit per Veljo Tormis.
A conseqüència d'un patiment renal, Pärt va ser alliberat del servei militar un any abans i li va ser possible tornar a l'Escola de Música, on novament va reprendre els seus estudis de composició amb Veljo Tormis, que recentment s'havia graduat del Conservatori de Moscou, l'escola de música més prestigiada de tota l'URSS. El professor i l'estudiant aviat es van convertir en bons companys de vida.

#### Conservatori de Tallinn

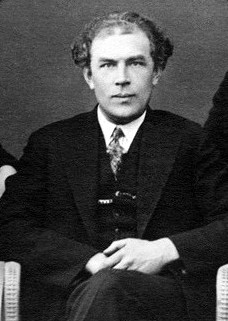
Heino Eller, el seu professor de composició al Conservatori

El 1957, al terme dels seus estudis a l'Escola de Música, a Pärt se li va concedir ingressar com a estudiant al Conservatori de Tallinn.
Allà, segons el mateix Pärt, va estar molt influenciat per la personalitat, per l'estil i l'ètica de l'obra del professor de composició Heino Eller, amb qui va estudiar composició del 1957 al 1963. D'Eller, Arvo Pärt opinava això: «Recordo el meu professor de composició Heino Eller, i els anys que vaig estar estudiant amb ell, amb molta gratitud. És difícil dir el que més m'ha impressionat: la seva forma d'ensenyar o el seu carisma personal. La generositat i la magnanimitat de Heino Eller i de les seves obres s'han barrejat, al llarg de les dècades, en una imatge global que m'ha influït fins avui. Com a pedagog, sempre estava obert a les tendències modernes de les arts. Va permetre als estudiants trobar la seva manera i va respectar les seves decisions personals, fins i tot si de vegades es diferenciaven dels seus ideals. Ens va imbuir del sentit de la responsabilitat envers allò que vam crear, ensenyant-nos a ser fidels a nosaltres mateixos. Heino Eller va dir que el seu objectiu pedagògic era el desenvolupament de la personalitat i del llenguatge musical de cada alumne. Les obres de més d'una cinquantena d'alumnes, des d'Eduard Tubin fins a Lepo Sumera, testimonien aquesta intenció. La seva personalitat pertanyia a una generació diferent. A través d'aquest vam entrar en contacte amb l'aristocràcia prerevolucionària i el seu patrimoni cultural. La ideologia soviètica no va poder embrutar el seu coneixement dels valors humans i culturals. Després dels seus estudis a Sant Petersburg amb la seva tradició centenària, va establir uns estàndards força nous al petit país d'Estònia i va establir les bases per a la confecció professional de música d'aquí».
Va ser Eller qui va introduir Pärt en l'estudi de la música dodecafònica. Encara que a la Unió Soviètica es vivia una atmosfera repressiva, sobretot a Moscou, a Tallinn hi havia més llibertat. No obstant això, les pràctiques de música d'avant-garde eren considerades pel govern soviètic com a producte de la decadència occidental. Un dels millors pupils d'Eller, Eduard Tubin, qui havia emigrat a Suècia, va obsequiar a Eller amb un parell de llibres de teoria sobre música dodecafònica d'Herbert Eimert i Ernst Krenek, els mateixos que aquest va usar per fer les lliçons amb el grup de Pärt. Pärt va quedar captivat per aquest estil compositiu i es va dedicar a estudiar-lo a fons.
Algunes obres que va compondre a l'època d'estudiant pertanyen a la llista oficial d'obres: Dues sonatines (1958-1959) i Partita (1958) per a piano i obres orquestrals com Nekrolog (1960), Perpetuum mobile (1963) i la Simfonia núm. 1 (1963), dedicada a Eller. Mentre estudiava composició al conservatori de Tallinn es deia d'ell que «semblava que quan se sacsejava les mànigues li queien les notes». En aquest temps va tenir molt poques influències des de fora de la Unió Soviètica, només alguns enregistraments i partitures il·legals.
L'obra de Pärt generalment es divideix en dos períodes. Els seus primers treballs van partir d'un neoclassicisme bastant sever (influït per Xostakóvitx, Serguei Prokófiev i Bela Bartók). Després va començar a compondre usant el dodecafonisme i el serialisme d'Arnold Schönberg. Però això no només va atraure la ira dels buròcrates culturals soviètics, sinó que també va demostrar ser un carreró creatiu sense sortida.

### Època primerenca (1958-1968)

#### Neoclassicisme i avantguarda
Pärt va treballar com a enginyer de so a la ràdio d'Estònia del 1958 al 1967. De vegades també va treballar com a acompanyant de piano per al cor de nens de la Ràdio i per als quals va compondre cançons infantils. Aquests anys coincideixen amb les seves primeres obres modernistes. Un primer període creatiu dona lloc a la música neoclàssica de piano (Zwei Sonatinen, op.1 i Partita, op.2). La música estoniana dels anys 60 estava dirigida per una generació de compositors innovadors amb un enfocament més modern, com Eino Tamberg, Veljo Tormis, Jaan Rääts i Kuldar Sink. Les tècniques compositives més importants del segle XX es van afegir de manera quasi simultània a la música estoniana (neoclassicisme, dodecafonisme, serialisme, sonorisme, collage i música aleatòria). Les obres de Pärt van ser unes de les pioneres en introduir aquests elements a la música estoniana: Nekrolog, la seva primera peça orquestral, és també la seva primera obra dodecafònica i la primera composta a Estònia en aquest estil; Perpetuum mobile, la primera obra sonorística i amb la que el compositor va obtenir el primer reconeixement a Occident; i Collage sur B-A-C-H, la primera obra que utilitza la tècnica del collage.
Nekrolog va significar una fita molt important en la carrera de Pärt i en la seva obra en general. La va acabar a la tardor de 1960, justament quan crear una obra d'aquestes característiques, significava un desafiament frontal al règim socialista per a la creació d'art. Nekrolog va ser el començament del canvi de rumb i recerca espiritual de Pärt i va servir com a teló de fons per a la resta de la seva música. Pärt com a estudiant al conservatori de música de Tallinn havia escrit una peça dodecafònica, la qual era en aquell moment i lloc fora del comú. Com a resultat hi va haver una crítica molt forta provinent dels cercles importants. Res era considerat més hostil que les anomenades influències de l'oest europeu, a la qual el dodecafonisme pertanyia.
Pärt s'havia convertit en una de les figures prominents de l'avantguarda soviètica. Tot i això, cap d'aquestes tècniques el va interessar o va perdurar a les seves obres durant un llarg temps (algunes de les seves obres es poden veure com experiments o tanteig de límits). De totes maneres, a banda de l'estil o tècnica escollida, les obres de Pärt destaquen pel seu concepte dramatúrgic, material musical concentrat i la forma elaborada. Aquests elements es poden trobar més endavant a la seva música tintinnabuli i, per tant, es poden considerar uns dels pilars principals del seu pensament musical.
Del 1961 al 1968 va cooperar amb el teatre de l'Estat d'Estònia, component música per set espectacles de titelles. Juntament amb Veljo Tormis i altres joves músics van assistir al festival de Tardor de música contemporània de Varsòvia. Allà va conèixer música i compositors d'avantguarda, Luigi Nono, entre d'altres. Després de tornar del festival, va compondre l'obra orquestral Perpetuum mobile, que va dedicar a Nono. La composició va rebre una molt bona acollida en la seva estrena en el festival de tardor de Varsòvia de 1965 i l'audiència va demanar una repetició. El 1966 va fer una llarga estada a l'hospital per problemes greus de salut. El 1967 va abandonar la feina a la Ràdio d'Estònia a la tardor per raons de salut i des de llavors va treballar com a compositor independent.

#### La tècnica del collage
L'any de 1964 va ser un dels més productius en la carrera de Pärt. Va ser l'any en què es va interessar en la tècnica del collage, i que va utilitzar fins al final de la dècada dels 60, on també va experimentar amb el serialisme, al sonorisme i la música aleatòria. Gràcies a l'experiència de treballar a la ràdio d'Estònia, que li va facilitar l'accés a equips tecnològics, Pärt va aconseguir projectar la seva capacitat creativa per experimentar amb efectes i elements purament tècnics que aquesta tecnologia li brindava. Tal és el cas d'Evald Okas, un curtmetratge per a la TV, del qual va realitzar la banda sonora. També va usar cintes reproduïdes a l'inrevés, que va manipular prèviament amb enregistraments d'interpretacions executades a diferents tempi. A més, unit al seu llenguatge musical propi, la recerca de la profunditat atemporal en la música, era un tret que el distingia de la resta dels músics estonians el 1960
La línia de desenvolupament més remarcable a les primeres composicions de Pärt són els seus collages, que en aquest cas expressen una manera més personal i dramàtica de la tècnica, a diferència de l'ús «juganer» habitual. Al Collage sur B-A-C-H, al concert per a violoncel Pro et contra (1966), a la Simfonia núm. 2 (1966) i Credo (1968), l'autor descriu dos mons separats per un abisme, on utilitza la dodecafònica que representa «l'atmosfera inaguantable del filferro d'arç» de tota la música modernista, en paraules del compositor, i on d'altra banda persegueix la bellesa, puresa i perfecció, i utilitza cites d'altres autors com Bach o Txaikovski, per exemple. Aquestes obres testimonien una ansietat i crisi interior creixent del compositor. El compositor i biògraf Paul Hillier diu sobre aquest període: «Va arribar a un punt de completa desesperació en el qual la composició de música li semblava el més inútil dels gestos, i li faltava la fe musical i la força de voluntat per escriure una sola nota».
L'obra més extrema i dramàtica és Credo, del 1968, la renúncia final de tots els mitjans d'expressió, el moment crucial de la seva obra. La recepció de la seva música a la Unió Soviètica en aquell moment va ser conflictiva i complicada. D'una banda, es percebia com el compositor més original i destacat de la seva generació, les obres del qual eren ben conegudes fora l'URSS, i de l'altra, algunes obres van ser criticades durament com, per exemple, l'obra neoclàssica Partita o sobretot l'obra dodecafònica Nekrolog. De totes maneres, no va ser l'estil compositiu el que va causar l'escàndol després de l'estrena de Credo, sinó el seu missatge interior i la tria del text, així com l'impacte “perillós” que tenia amb l'audiència (quan es va estrenar, l'audiència va demanar que es tornés a interpretar). Amb el text en llatí Credo in Iesum Christum el compositor confessa ser religiós, considerat una provocació al règim Soviètic. Credo va ser prohibit, i Pärt, així com la seva música, va ser desafavorit durant uns quants anys.
Va ser justament amb la composició de Credo, que Pärt va saber que trobaria les respostes que buscava en la música antiga. Aquesta obra és l'última que va realitzar amb la tècnica collage i representa la culminació d'un treball en el qual Pärt va bolcar les seves pròpies tècniques, desenvolupades durant els 60. Credo està basada en el Preludi i fuga en do major, BWV 846 d'El clavecí ben temprat de Johann Sebastian Bach. En veure la forma en què Pärt va tractar la tríada de do major en aquesta obra, es pot anticipar l'arribada de l'estil tintinnabuli.
El 1968 va participar en un esdeveniment a la Casa d'Escriptors de Tallinn amb Kuldar Sink, Toomas Velmet i altres músics, artistes i escriptors, que volien experimentar en l'art. Durant un d'aquests esdeveniments, Arvo Pärt volia fer veure que operava un violí i aquest es va incendiar. L'escàndol amb els oficials soviètics fou inevitable i Pärt es va veure obligat a escriure una nota explicativa.

### El silenci (1968-1976)
A partir de Credo, tots els dispositius compositius que Pärt havia utilitzat fins ara havien perdut tota la seva fascinació i van començar a semblar-li inútils. La recerca de la seva pròpia veu el va portar a una retirada del treball creatiu de gairebé vuit anys.
Aquest període de silenci es va tractar d'un redescobriment que establiria les bases d'una nova concepció musical per l'autor. Utilitzant la teoria del cant pla com a base principal, Pärt va dur a terme un exercici creatiu continu, amb la intenció de reaprendre a compondre des de la més mínima expressió. No obstant això, en aquesta època, el compositor va escriure música per a pel·lícules, com a mitjà d'ingrés per sostenir a la seva família, activitat que ell concebia com una cosa a part de la seva recerca personal, pel que fa a la seva pròpia identitat musical. Llavors, a aquest període se'l denomina l'etapa de «silenci», amb base als hàbits de Pärt, que el van portar a adoptar una actitud d'abstracció del món sonor i específicament, de la vida musical, per dedicar-se a purificar la seva ment de qualsevol distracció per a la seva nova postura creativa.
Paradoxalment, Arvo Pärt va ser un dels compositors més productius i valorats per la música de cinema a Estònia els anys 60 i 70. Després del rebuig de Credo, la música per al cinema era l'únic camp on Pärt podia participar per guanyar-se la vida. Durant les dues dècades, Pärt va compondre música per a nou documentals, sis llargmetratges i també per a gairebé vint pel·lícules i animacions de titelles. Una d'elles va ser Ukuaru (1973), per la qual Pärt va compondre l'Ukuaru Valss. De totes maneres, durant aquells anys els esdeveniments principals van tenir lloc amagats de la resta del món.

### 1976: tintinnabuli

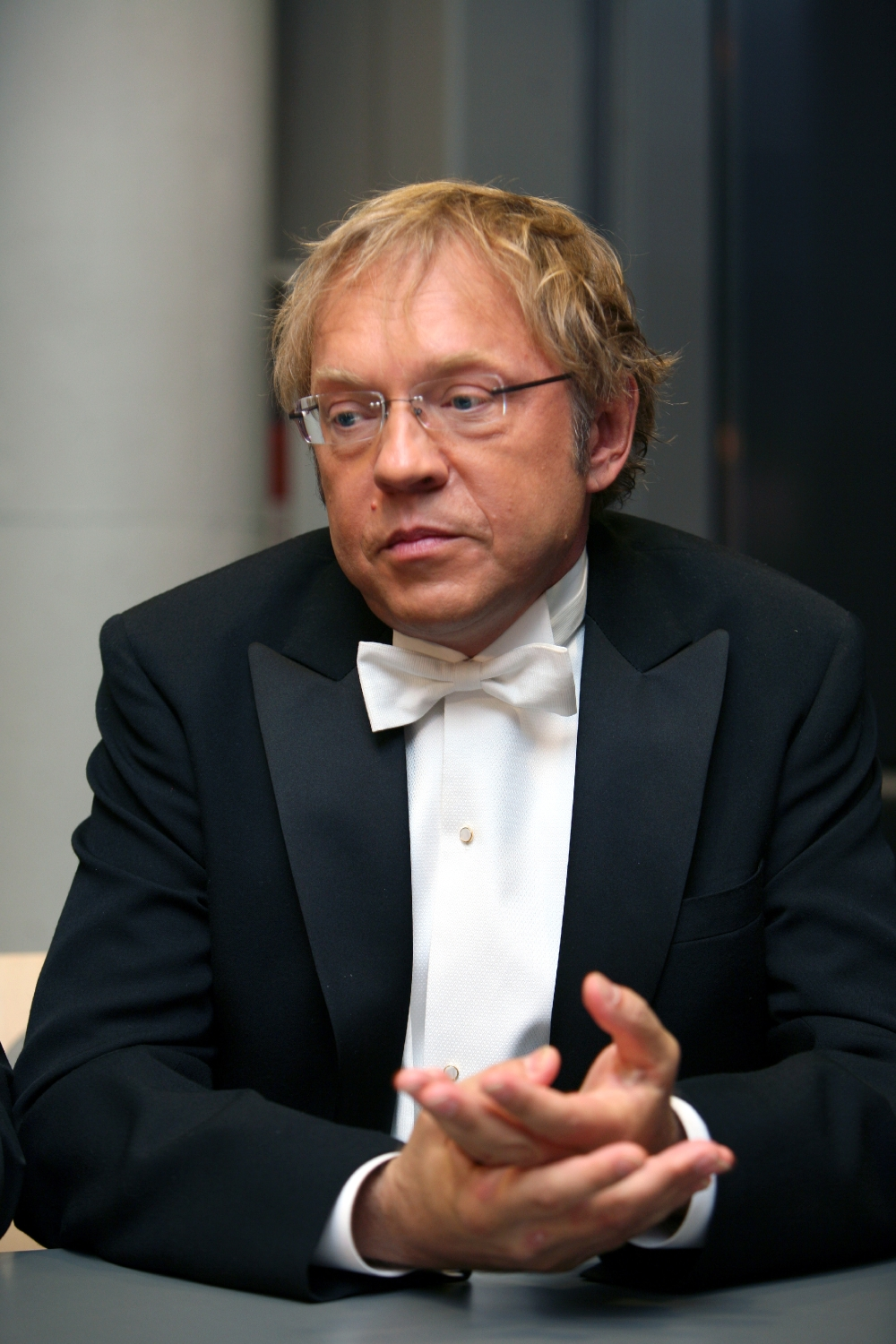
Rein Rannap, el pianista que va estrenar Für Alina

Després d'aquella recerca intensa, el 1976 va desenvolupar un nou llenguatge musical al qual va anomenar tintinnabuli (el terme procedeix d'una paraula onomatopeica llatina -tintinnabulum- que al·ludeix al so que fan les campanetes).
L'estil tintinnabuli consisteix en una elaboració polifònica a dues veus, la primera d'elles anomenada «veu melòdica» i una altra, anomenada «veu tintinnabuli». Aquest diàleg és la manifestació concreta d'una dualitat implícita en aquest estil compositiu, ja que la veu melòdica representa un món subjectiu i pragmàtic, mentre que la
veu tintinnabuli ens remet a un pla més aviat espiritual i objectiu. Com a part d'aquesta dualitat, el silenci té un paper fonamental, com a element creatiu. Només si s'aconsegueix valorar en la seva justa mesura el potencial que guarda el silenci, així com la força que resideix en les tres notes d'una triada, es podrà comprendre l'estil
tintinnabuli, com ens diu el mateix compositor: «Tintinnabuli és un lloc al qual algunes vegades vaig quan estic buscant respostes a la meva vida, la meva música, la meva feina. En les meves hores fosques, tinc la sensació que tot el que està fora d'aquest espai no té sentit. El complex i multifacètic només em confon, i he d'anar a la recerca d'«unitat». Què és aquesta unitat, i com trobo el camí cap a ella? Pistes d'aquesta perfecta unitat solen aparèixer amb diverses aparences, i tot el que resulta poc important s'esfuma. L'estil tintinnabuli és com això. Aquí estic sol amb el silenci. He arribat a descobrir que és suficient quan una sola nota és bellament produïda. Aquesta nota, o un polsim de silenci, em dona forces. Solc treballar amb molt pocs elements amb una veu, amb dues veus. Construeixo amb els materials més primitius amb el tiratge, amb una tonalitat específica. Les tres notes d'una triada són com campanes. I és per això que el vaig anomenar tintinabuli».
Va seguir un any creatiu i prolífic, amb la finalització i estrena de diverses composicions en aquest estil com Cantus in Memoriam Benjamin Britten (1977), Fratres (1977), Tabula rasa (1977) i Spiegel im Spiegel. (1978).
Pärt va escriure amb aquest estil des de llavors, i va demostrar que el tintinnabuli és una font creativa rica. «He descobert que n'hi ha prou amb una única nota interpretada amb bellesa. Aquesta nota, o una pulsació o un moment en silenci em conforten. Treballo amb molt pocs elements -una sola veu, dues veus. Construeixo amb materials primitius, amb una tríada o una tonalitat específica. Les tres notes d'una triada són com campanes i per això ho dic tintinnabuli».

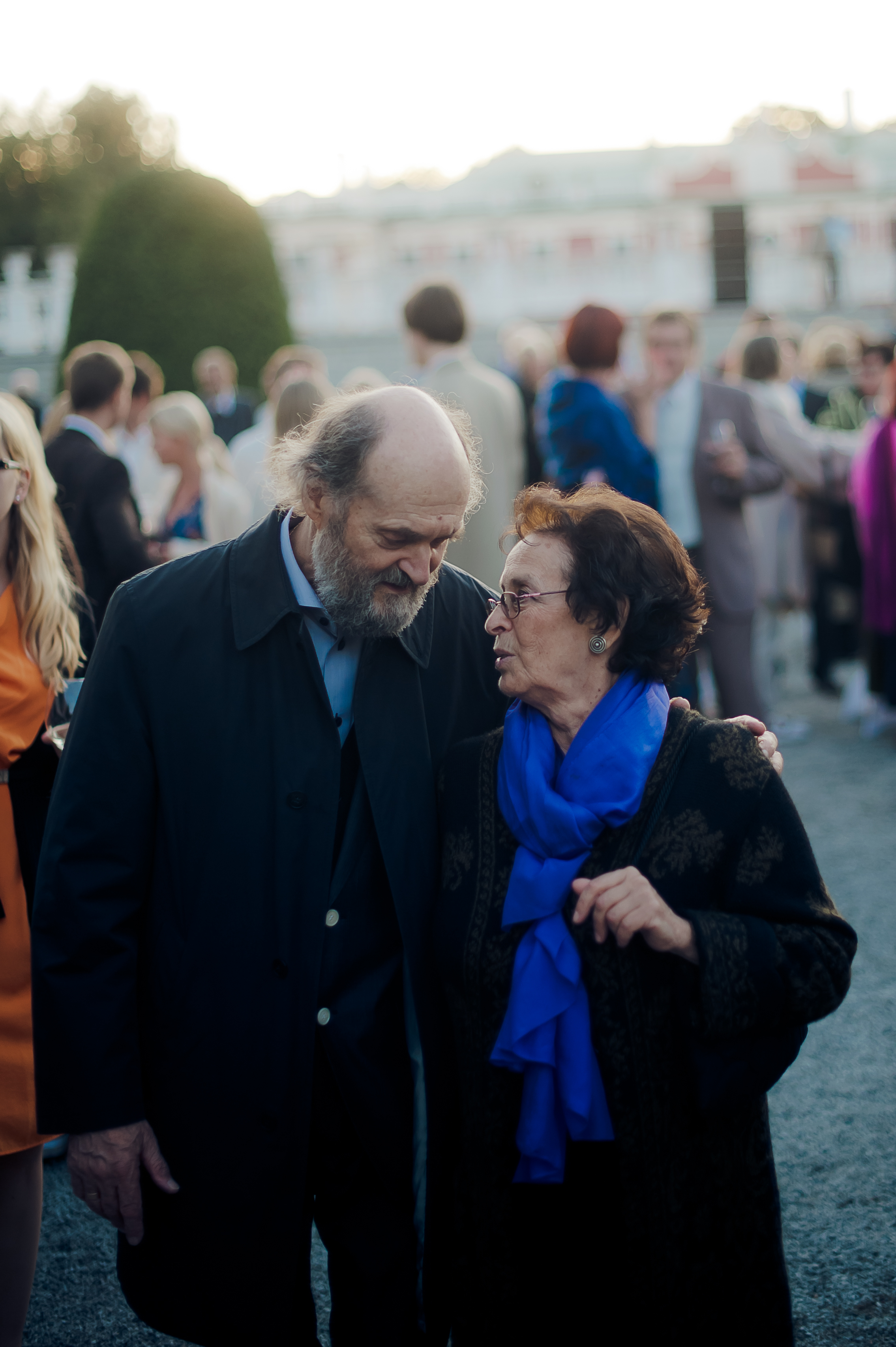
Arvo Pärt, Nora Pärt (2012)

La música que va produir en aquesta època va ser radicalment diferent. El tintinnabuli es caracteritza per harmonies simples, sovint notes soltes sense ornaments, o acords triàdics (els quals van formar la base de l'harmonia occidental). Hi ha alguna reminiscència del so de les campanes (d'aquí ve el nom). Rítmicament són simples i no canvien el tempo. És clara la influència de la música antiga en aquestes obres. El tintinnabuli es pot definir com una tècnica que en essència uneix dues línies estructurals monòdiques (melodia per graus diatònics i tríada arpegiada) en una. Genera una dualitat de veus original, la lògica interna i el curs de les quals estan definides per fórmules matemàtiques estrictes i fins i tot complicades. A través d'aquesta dualitat de veus, Pärt Va donar un altre significat als eixos horitzontals i verticals de la música i va ampliar la percepció de la música tonal i modal en el sentit més ampli. El tintinnabuli també es pot descriure com un estil en què el material musical es troba extremadament concentrat, reduït només al més important, on el ritme simple, les melodies, sovint progressives, i les tríades tintinnabuli s'integren a l'art polifònic, expressant la relació especial del compositor amb el silenci. Com a afegit, el tintinnabuli també és una ideologia, una actitud molt personal i profunda a la vida del compositor, basat en els valors cristians, la pràctica religiosa així com una recerca per la veritat, bellesa i puresa.

### Exili: Viena i Berlín (1980-2010)
Els mitjans estonians van titllar el compositor de «traïdor de la pàtria» quan aquest va marxar a Viena amb la seva família.
Com a compositor actiu i productiu, Pärt va continuar component sense cap aturada. Gran part de la seva obra està formada per obres vocals basades en texts litúrgics o altres pregàries cristianes. El 1982 va rebre un encàrrec per a la Ràdio de Baviera i va compondre Passio Domini nostri Jesu Christi secundum Joannem, estrenada a Múnic pel Cor de la Ràdio de Baviera, solistes, conjunt instrumental i orgue, dirigida per Gordon Kember.
El 1985 va rebre un encàrrec de la Fundació Alban Berg i va estrenar Stabat Mater a Viena per la Hilliard Ensemble, amb qui comença una llarga col·laboració, amb Gidon Kremer (violí), Nabuko Imai (viola) i David Geringas (violoncel). El mateix any va estrenar Te Deum a Colònia per l'Orquestra i Cor de la Ràdio de Colònia, dirigit Dennis Russell Davies. El 1989 va estrenar Miserere, compost per encàrrec del Festival d'Été de Seine-Maritime, a Rouen, per la Hilliard Ensemble, Western Wind Choir i un conjunt instrumental, dirigit per Paul Hillier. El mateix any va compondre el Magnificat, una de les composicions més conegudes de Pärt i en la qual fa servir la tintinabulació amb gran sofisticació.
La lletra és molt important a l'obra de Pärt, ja que fins i tot obres instrumentals estan vinculades a un text i sol ser la base del procés compositiu. Una altra característica d'aquestes obres de Pärt és que tenen textos sacres (encara que la majoria de les vegades triava el llatí o la llengua eclesiàstica eslava que es fa servir en la litúrgia de l'església ortodoxa en comptes de la seva llengua materna l'estonià). Entre 1989 i 2013, Part va ser onze vegades nominat als Grammy, principalment en la categoria de Millor Composició Contemporània. El 1990 va finalitzar Berliner Messe per al 90è Katholikentag de Berlín. Es va estrenar per l'ensemble Theatre of Voices dirigits per Paul Hillier.

### Retorn a Estònia
Després que Estònia recuperés la independència el 1991, les connexions entre la família Pärt i Estònia, inclosa l'escena musical, es va restablir. Als anys 90, les seves obres van ser interpretades sovint com a part dels programes de concert estonians, i l'Orquestra de Cambra de Tallinn i el Cor de Cambra Filharmònic Estonià, sota la batuta de Tõnu Kaljuste, van enregistrar la música de Pärt amb el segell ECM.
El 1994 va estrenar Litany a Eugene, als Estats Units per la Hilliard Ensemble i l'orquestra i cor de l'Oregon Bach Festival, dirigida per Helmuth Rilling. Dopo la vittoria, encarregat per la ciutat de Milà per commemorar els 1.600 anys des de la mort de Sant Ambrosi, fou estrenada a Milà el 1997 pel Cor de la Ràdio Sueca dirigit per Tõnu Kaljuste. L'any següent va compondre Kanon Pokajanen pel 750è aniversari de la catedral de Colònia, on va ser estrenat per l'Eesti Filharmoonia Kammerkoor dirigit per Tõnu Kaljuste.
Els primers anys dels 2000, va començar la tradició de celebrar l'aniversari del compositor a Paide i Rakvere, on el compositor va créixer, i també a Tallinn. Els anys 2005 i 2010 van ser especialment festius, ja que el mateix compositor hi va participar. El 2005, a iniciativa de l'Estonian Music Days festival, es va publicar la primera col·lecció exhaustiva de converses, assaigs i articles sobre Pärt, es va iniciar el programa radiofònic “Arvo Pärt 70”, consistent en 14 capítols retransmesos a Klassikaraadio i es va dur a terme una conferència sota el títol “The Cultural Roots of Arvo Pärt's Music” (Les arrels culturals de la música d'Arvo Pärt) a l'Acadèmia Estoniana de Música i Teatre.
Durant l'última dècada, Pärt ha revisat aproximadament 50 de les seves obres primerenques i ha compost vora 25 noves peces, entre les quals trobem Vater unser (2005/2011) per al Papa Benet XVI i interpretat en el seu honor al Vaticà, La Sindone (2005) per als Jocs Olímpics d'hivern de 2006 a Torí, la Simfonia núm. 4, Silhouette. Hommage à Gustave Eiffel, Adam's Lament (2010) i Swansong.
Arvo Pärt ha viscut permanentment a Estònia des del 2010. Aquell any, a iniciativa del compositor i la seva dona, es va establir l'Arvo Pärt Centre a Laulasmaa, Estònia.
Pärt és més conegut per les seves últimes obres, i és un cas infreqüent de compositor modern que arriba a la popularitat en vida.
El mateix compositor ha explicat que la seva música és similar a la llum que passa a través d'un prisma: la música pot tenir un significat lleugerament diferent en cada oient, creant un espectre d'experiències musicals, similar a l'arc de Sant Martí.
El compositor minimalista Steve Reich va comentar sobre Pärt: «Ja des que estava a Estònia, Arvo estava sentint el mateix que la resta de nosaltres. […] Estimo la seva música i estimo el fet que sigui un home tan talentós i valent. […] Està completament fora del corrent dominant i malgrat això és enormement popular, la qual cosa és molt inspiradora. La seva música omple una profunda necessitat humana que no té res a veure amb la moda».
La seva música s'ha usat en més de cinquanta films, com Väike Motorolla (1962) i Promised Land (2004). El Cantus in Memoriam Benjamin Britten va ser usat a Les Amants du Pont-Neuf de Leos Carax (1991), en Fahrenheit 9/11 de Michael Moore quan mostra el final els atemptats de l'11 de setembre de 2001 a Nova York, i en la pel·lícula Japón del cineasta mexicà Carlos Reygadas. Spiegel im Spiegel va ser usat en Wit (de Mike Nichols, 2001), a Swept Away de Guy Ritchie protagonitzada per Madonna (2002), en el drama Gerry de Gus van Sant (2003) i en Elegy d'Isabel Coixet (2008).

## Obres seleccionades

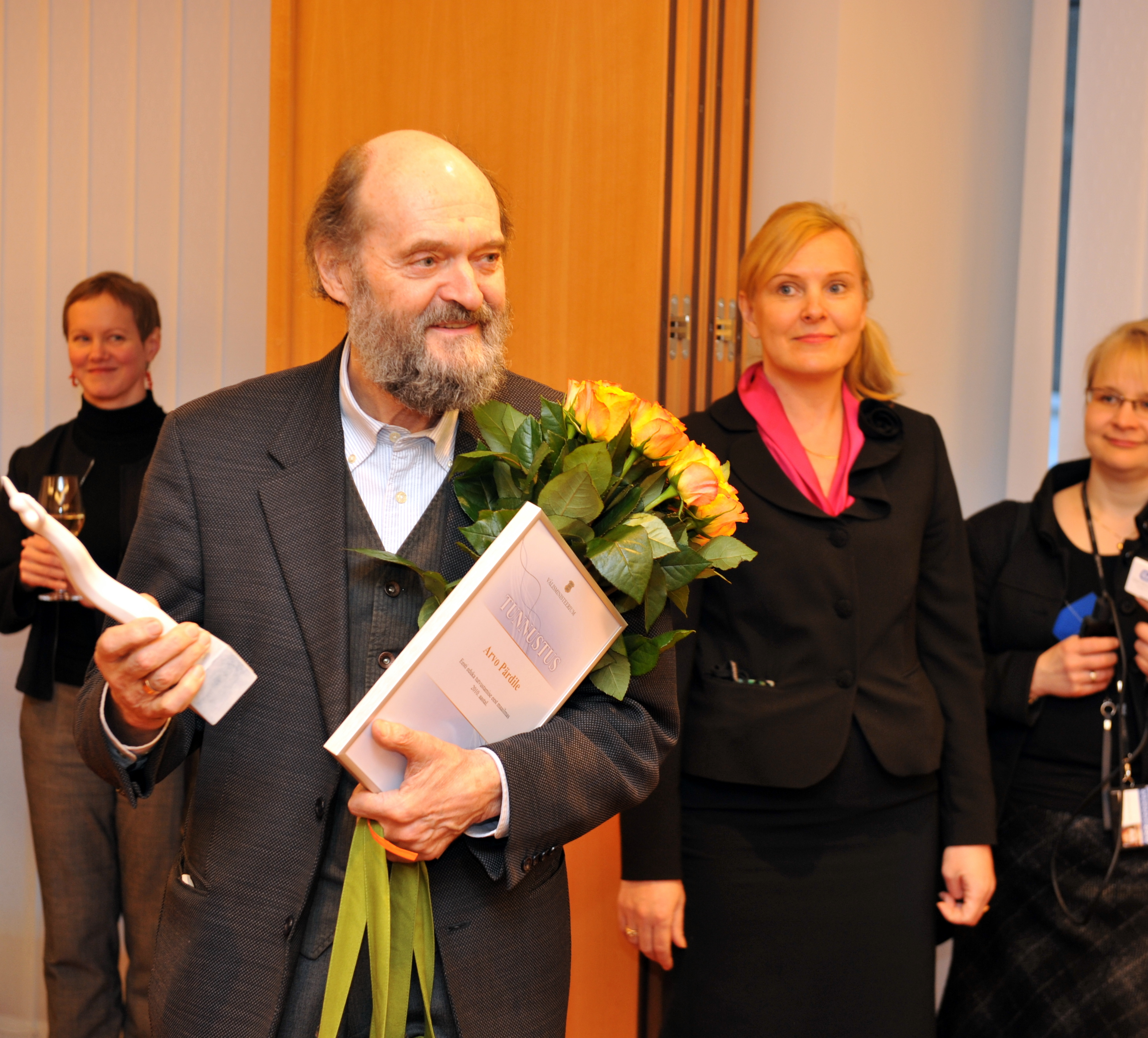
Arvo Pärt (2011)

### Obres per a veu i orquestra
- Meie aed (El nostre jardí, op. 3), cantata per a cor infantil i orquestra (1959/2003)
- Credo per a piano, cor i orquestra (1968)
- Wallfahrtslied per a tenor o baríton i orquestra de corda (1984/2000)
- Te Deum per a cor, orquestra de corda i banda magnètica (1984–5, rev 1992)
- Berliner Messe per cor, orgue o orquestra de corda (1992)
- Litany per a solistes, cor i orquestra (1994)
- I am the true vine per a cor a cappella (1996)
- Como cierva sedienta per a soprano, cor i orquestra (1998)
- Cantiques des degrés per a cor i orquestra (1999/2002)
- Cecilia, vergine romana per a cor i orquestra (1999/2002)
- In principio per a cor i orquestra (2003)
- Adam's Lament per a cor i orquestra (2010)

### Obres per a veu i conjunt instrumental (o piano)
- An den Wassern zu Babel saßen wir und weinten per a veus o cor i orgue i ensemble (1976/1984)
- Sarah Was Ninety Years Old per a tres veus, percussió i orgue (1977/1990)
- De profundis per a cor, percussió i orgue (1980)
- Passio Domini Nostri Jesu Christi secundum Joannem per a solistes, cor i orquestra (1982)
- Es sang vor langen Jahren per a alto, violí i viola (1984)
- Wallfahrtslied per a tenor o baríton i quartet de corda (1984)
- Stabat Mater per a tres veus i trio de corda (1985)
- Miserere per a solistes, cor, ensemble i orgue (1989/1992)
- My Heart is in the Highlands per a contratenor i orgue (2000)
- Zwei Wiegenlieder per a dues veus femenines i piano (2002)
- L'Abbé Agathon per a soprano, quatre violes i quatre violoncels (2004/2005)

### Obres per a cor (i orgue)
- An den Wassern Babylons saßen wir und weinten per a veus i orgue (1976/1984)
- Missa syllabica per a cor i orgue (1977)
- Summa per a cor (1977)
- De profundis per a veus masculines, percussió (ad lib.) i orgue (1980)
- Sieben Magnificat-Antiphonen (1988, 1991)
- Magnificat per a cor (1989)
- Bogoróditse Djévo per a cor (1990)
- The Beatitudes (1990)
- And One of the Pharisees per a tres veus (1992)
- Dopo la Vittoria per a cor (1996)
- I Am the True Vine (1996)
- Kanon Pokajanen per a cor (1997)
- Triodion per a cor (1998)
- Which Was the Son of... (2000)
- Littlemore Tractus per a cor i orgue (2001)
- Nunc Dimittis per a cor (2001)
- Salve Regina per a cor i orgue (2001)
- Peace upon you, Jerusalem per a veus femenines (2002)
- Most Holy Mother of God per a quatre veus (2003)
- Da Pacem Domine per a quatre veus (2004)
- Anthem escrit per al St John's College, Oxford (2005)
- The Deer's Cry escrit per al cor de la Louth Contemporary Music Society, Irlanda (2008)

### Obres orquestrals
- Nekrolog per a orquestra op.5 (1960)
- Simfonia núm. 1 op.9 (1963)
- Perpetuum mobile per a orquestra op.10 (1963)
- Simfonia núm. 2 (1966)
- Simfonia núm. 3 (1971)
- Wenn Bach Bienen gezüchtet hätte ... per a piano, quintet de vent, orquestra de corda i percussió (1976)
- Fratres per a conjunt de cambra (1976 i diverses versions)
- Arbos per a metall i percussió (1977/1986)
- Cantus in Memoriam Benjamin Britten per a orquestra de corda i campana (1977)
- Psalom per a orquestra de corda (1985/1995/1997)
- Festina lente per a orquestra de corda i arpa (1988)
- Summa per a orquestra de corda (1991)
- Silouan's Song per a orquestra de corda (1991)
- Trisagion per a orquestra de corda (1992)
- Mein Weg per a 14 músics de corda i percussió (1999)
- Orient & Occident per a orquestra de corda (2000)
- Für Lennart in memoriam per a orquestra de corda (2006)
- La Sindone per a orquestra i percussió (2006)
- Simfonia núm. 4, Los Angeles (2008)
- Silhouette. Hommage à Gustave Eiffel (2010)

### Obres per a solista i orquestra
- Collage sur B-A-C-H, per oboè, orquestra de cordes, clavicèmbal i piano (1964)
- Pro et Contra, concert per a violoncel i orquestra (1966, for Mstislav Rostropóvitx)
- Credo per cor, orquestra i piano sol (1968)
- Tabula rasa, doble concert per a dos violins, orquestra de corda, i piano preparat (1977)
- Fratres per a violí, orquestra de corda i percussió (1992)
- Concerto piccolo über B-A-C-H per a trompeta, orquestra de corda, clavicèmbal i piano (1994)
- Darf ich ... per a violí, campanes i orquestra de corda (1995/1999)
- Lamentate per a piano i orquestra (2002)
- Passacaglia per a violí, orquestra de corda i vibrafon (2003/2007, per al 60è aniversdari de Gidon Kremer)

### Obres instrumentals
- Music for a Children's Theatre, Four Dances: Puss in Boots, Red-Riding-Hood and Wolf, Butterfly, Dance of the Ducklings, per a piano (1956/1957)
- 2 Sonatinen op.1, per a piano (1958/1959)
- Quintettino op.13, per a quintet de vent (1964)
- Collage über B-A-C-H per oboè i corda (1964)
- Ukuaru valss (1973)
- Für Alina per a piano (1976)
- Pari Intervallo per a orgue (1976/1981)
- Variationen zur Gesundung von Arinuschka per a piano (1977)
- Spiegel im Spiegel per a violí o violoncel i piano (1978)
- Fratres (1977–1992)
  - Fratres per a violí i piano
  - Fratres per a corda i percussió
  - Fratres per a violí, cordes i percussió
  - Fratres per a quartet de cordes
  - Fratres per a violoncel i piano
  - Fratres per a vuit violoncels
  - Fratres per a octet de vent i percussió
- Annum per annum per a orgue (1980)
- Hymn to a Great City per a dos pianos (1984/2000)
- Trivium per a orgue (1988)
- Summa per a quartet de corda (1990)
- Berliner Messe per solistes SATB i orgue (1990)
- Psalom per a quartet de corda (1991/1993)
- Mozart-Adagio per a violí, violoncel i piano (1992/1997, basat en la Sonata per a piano núm. 2 de Mozart